# Hofplein
Het Hofplein is een verkeersplein in Rotterdam met in het midden de Hofpleinfontein. Op het plein komen samen het Weena, de Schiekade, de Coolsingel en het Pompenburg. Het maakt deel uit van de stadsroute S100 Centrumring.
Het is een verkeersplein uitgevoerd als een rotonde met verkeerslichten.
De Hofpleinfontein in het midden van het plein is een traditionele plaats geworden voor het vieren van belangrijke overwinningen en behaalde succesen van Feyenoord en het Nederlands Elftal. Dan springen er vaak uitzinnige mensen in de fontein. Rondom de fontein staan beeldhouwwerken van de beeldhouwer Cor van Kralingen. De fontein wordt omringd door een grasveld waardoor de sporen van de Rotterdamse tram lopen.

## Geschiedenis

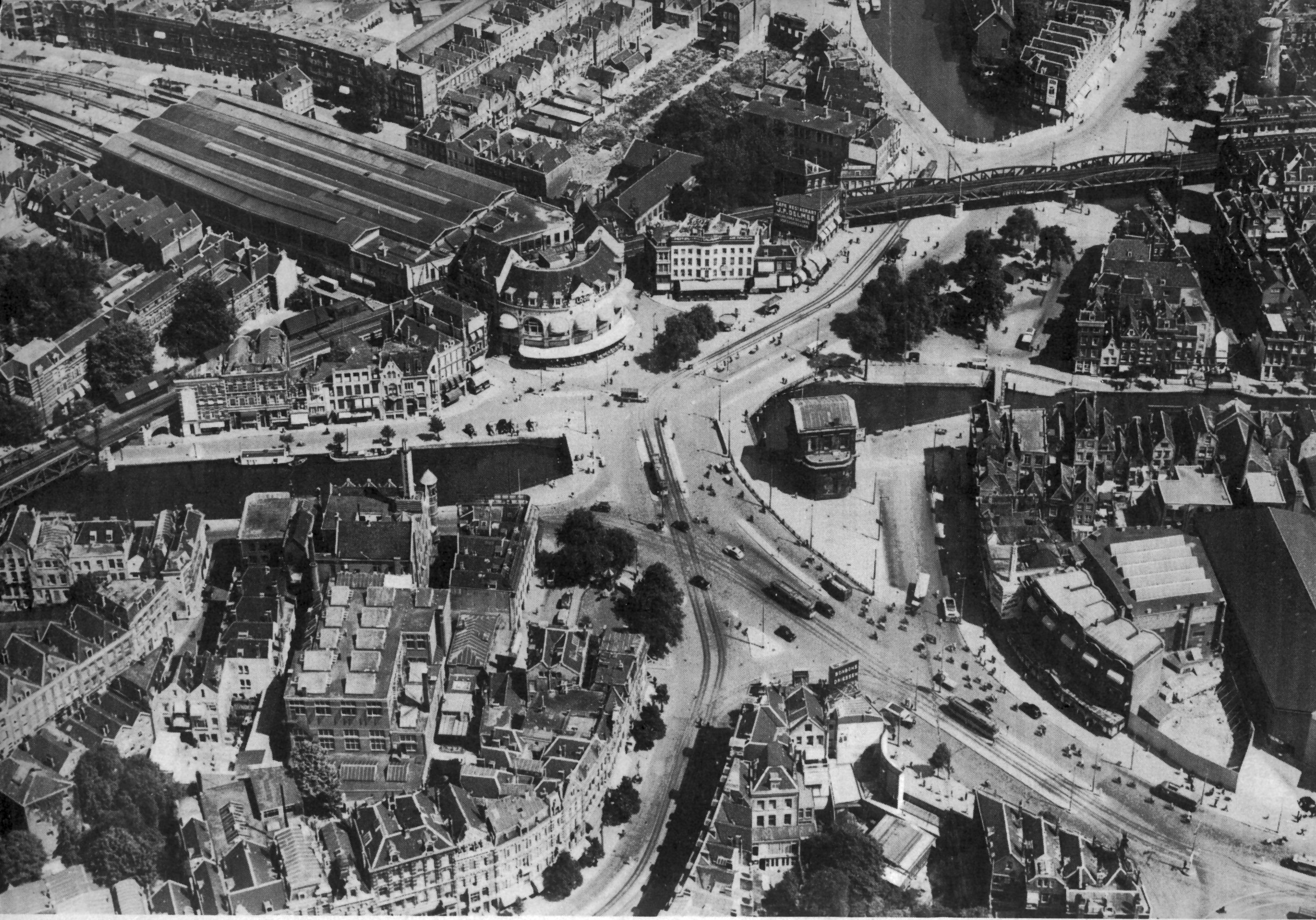
Hofplein in 1930 met Delftse Poort en Station

Het Hofplein werd aangelegd op de plaats van de vroegere Hofpoort en lag oorspronkelijk iets meer naar het noordoosten. Na het Bombardement op Rotterdam in 1940 is het plein echter op een nieuwe plaats aangelegd, om beter aan te sluiten bij het stratenpatroon. Hierdoor is station Rotterdam Hofplein verder van het plein komen te liggen. Aan het Hofplein stond tot 1939 de Delftsche Poort.

## Trivia
Het Hofplein is een van de drie Rotterdamse straten uit het Nederlandse Monopolyspel.

## Fotogalerij

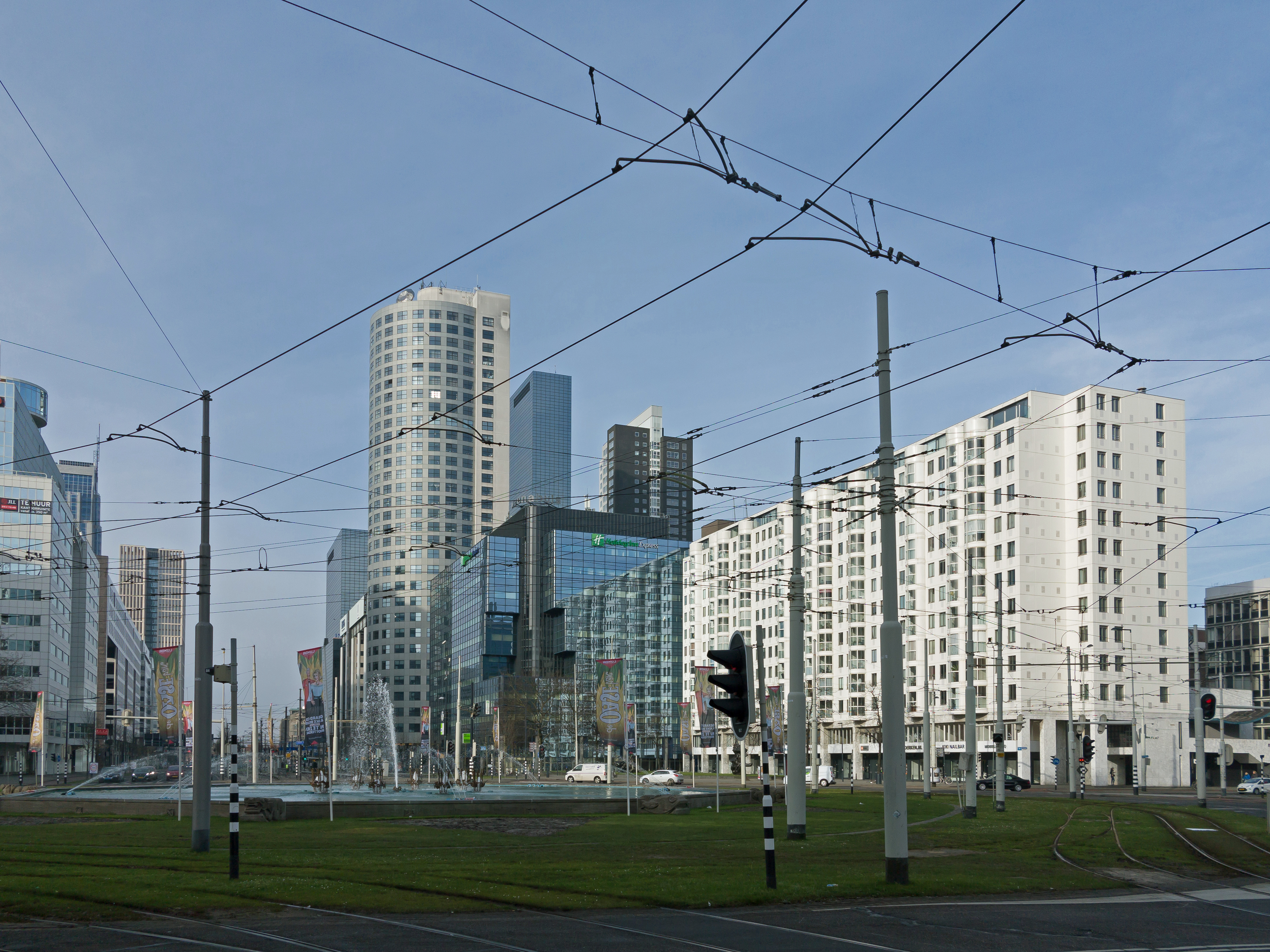
Hofplein met het zicht op het Weena
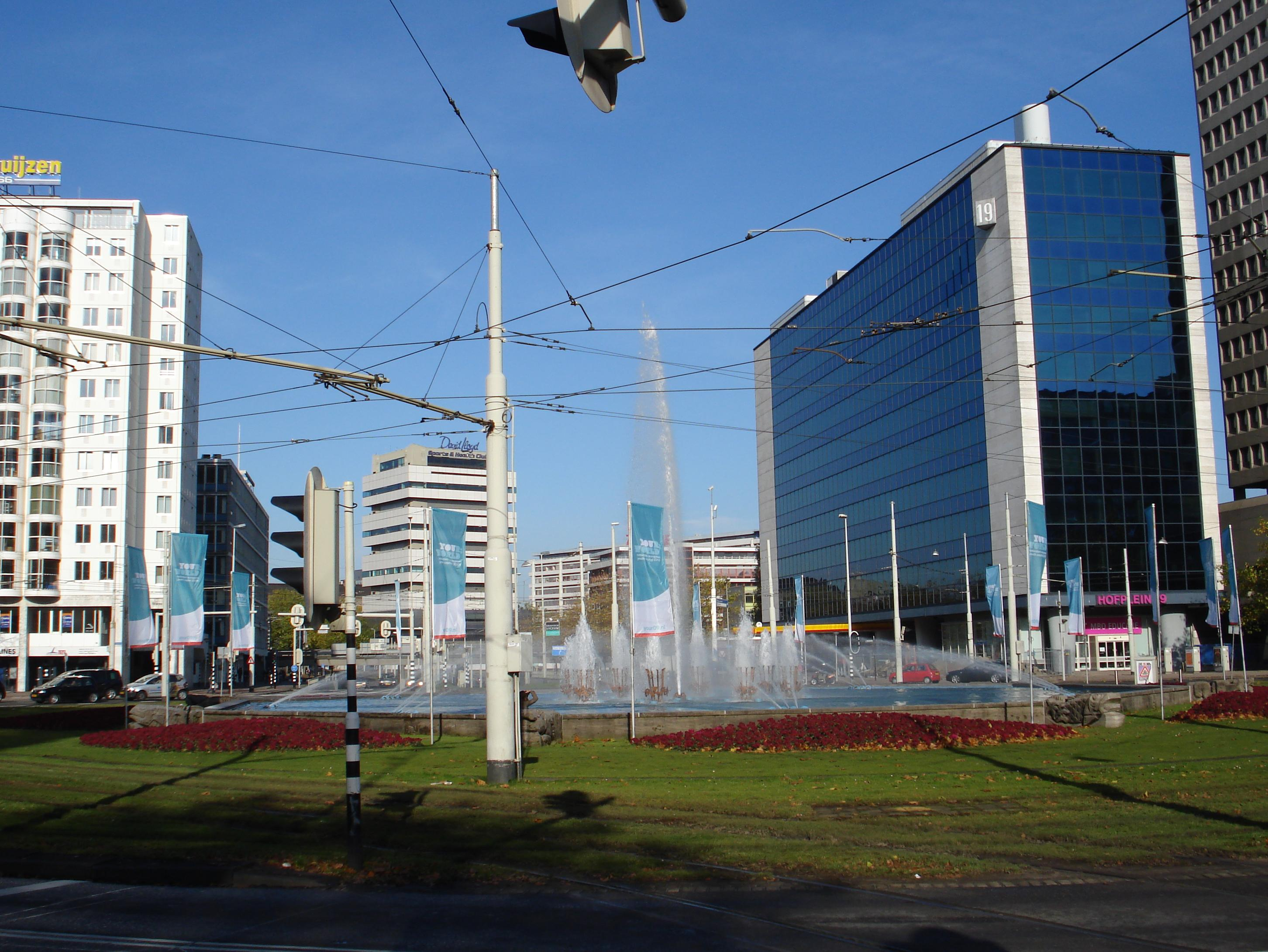
Hofplein met fontein
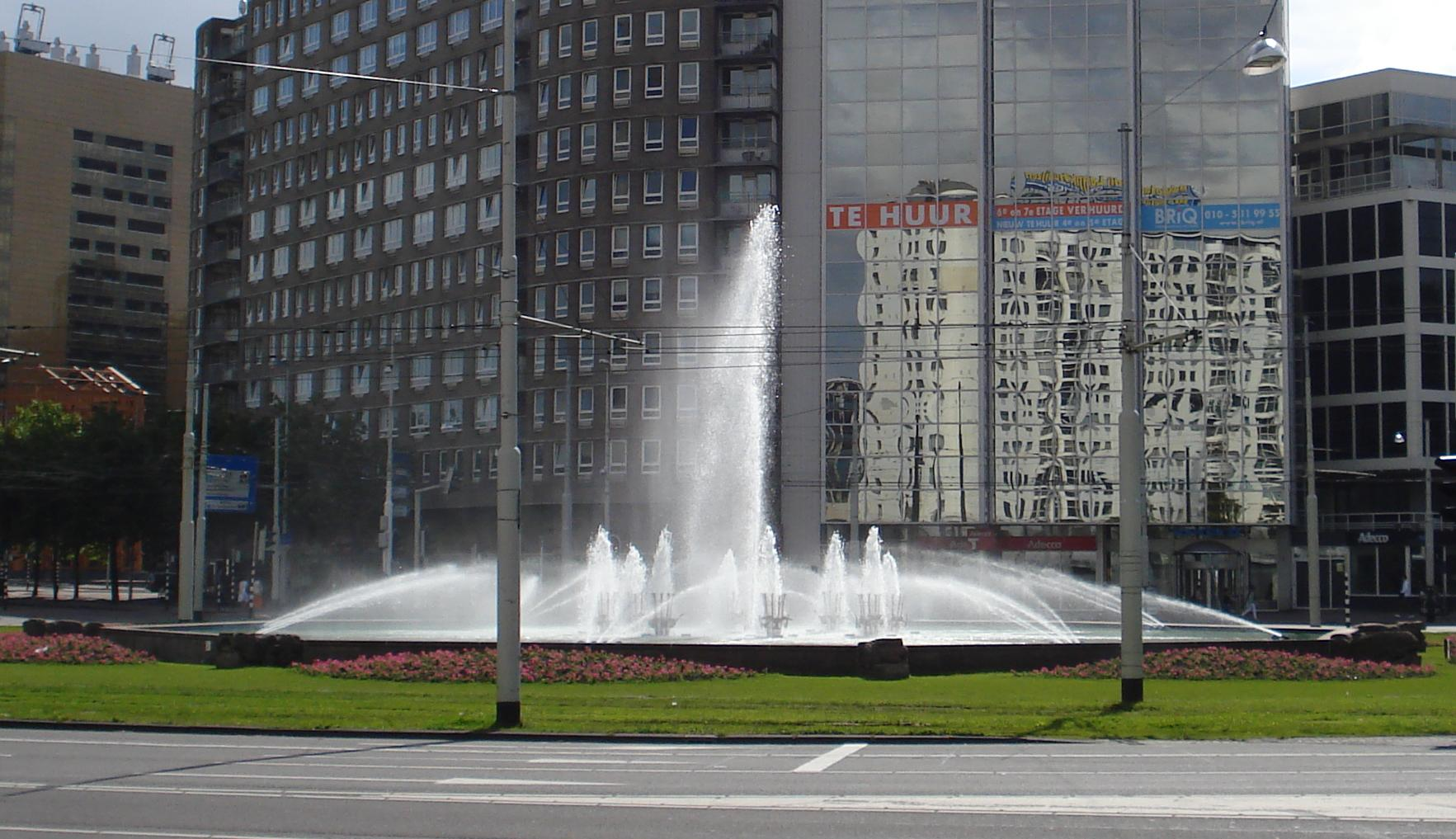
Hofpleinfontein
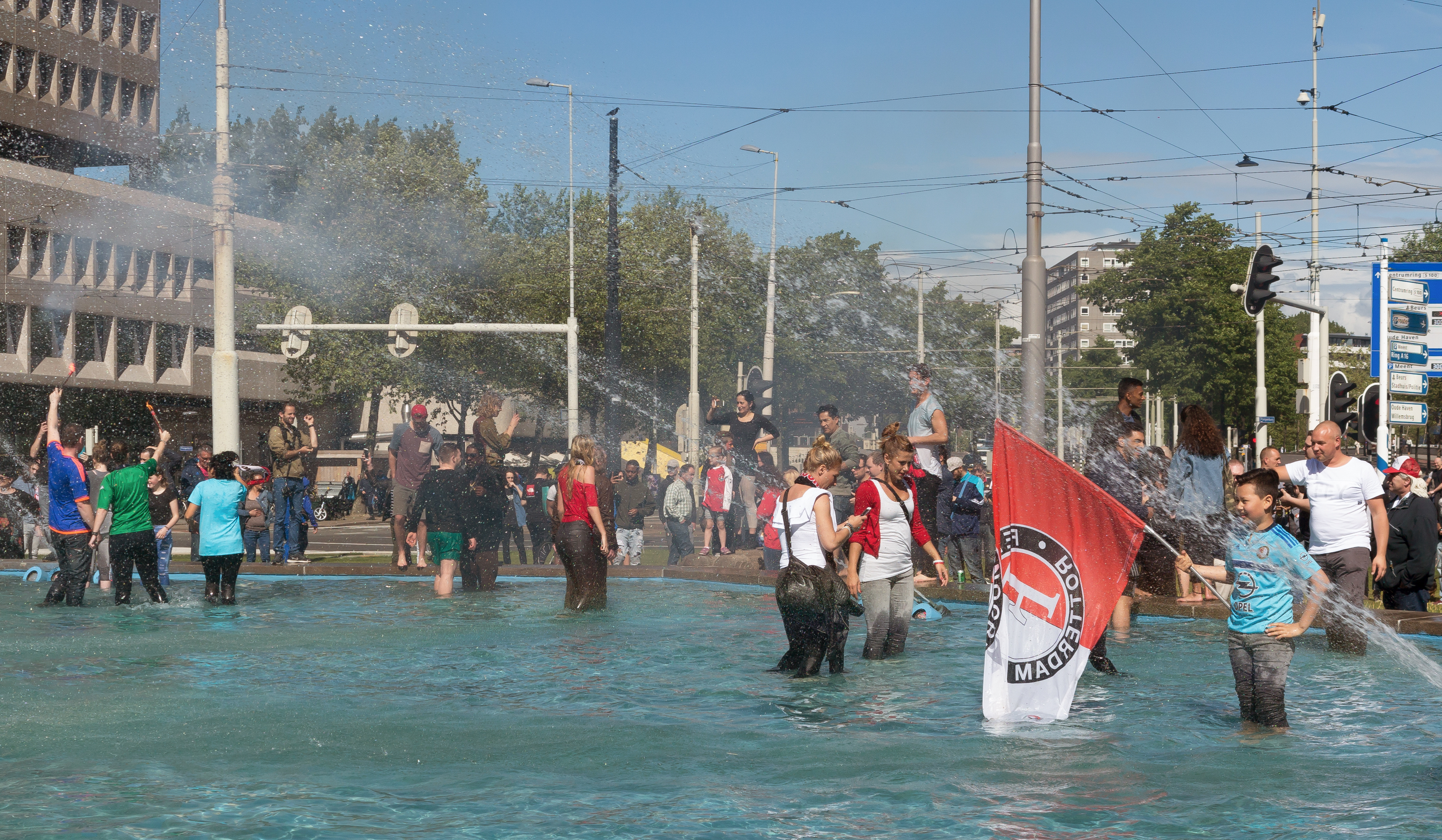
Hofpleinfontein: Feyenoord is kampioen